# Radical 99
Le radical 99, qui signifie "sucré", est un des 23 des 214 radicaux chinois répertoriés dans le dictionnaire de Kangxi composés de cinq traits.
Le caractère Unicode de 甘 est 7518.

## Caractères avec le radical 99
| nombre de traits          | caractères |
| ------------------------- | ---------- |
| Sans trait supplémentaire | 甘         |
| 3 traits supplémentaires  | 𤮾 𤮿 甙   |
| 4 traits supplémentaires  | 甚         |
| 5 traits supplémentaires  | 㽍         |
| 6 traits supplémentaires  | 甛 甜      |
| 8 traits supplémentaires  | 㽎 甝 甞   |
| 9 traits supplémentaires  | 㽏         |
| 10 traits supplémentaires | 㽐 𤯊      |
| 12 traits supplémentaires | 㽑         |
| 17 traits supplémentaires | 𤯑         |